# 赵承绶旧居
赵承绶旧居是一座近现代重要史迹及代表性建筑，位于山西省大同市平城区古城街道（西街街道）帅府街社区户部角街12号。
此处为原晋绥军第七集团军总司令、太原绥靖公署野战军总司令赵承绶的旧居，建于1928年。
2011年10月24日，赵承绶旧居列为大同市文物保护单位Ⅴ—2。2016年6月6日，赵承绶旧居公布为第五批山西省文物保护单位，编号5-135，分类近现代重要史迹及代表性建筑，时代为1928年。